# Дунареа (Констанца)
Дунареа (рум. Dunărea) насеље је у Румунији у округу Констанца у општини Сеимени. Oпштина се налази на надморској висини од 38 m.

## Становништво
Према подацима из 2002. године у насељу је живело 787 становника, од којих су сви румунске националности.